# 照来村
照来村（てらぎむら）は、兵庫県美方郡にあった村。現在の新温泉町の南東部、兵庫県立但馬牧場公園の周辺にあたる。

## 地理
- 河川 ： 照来川・中辻川

## 歴史
- 1889年（明治22年）4月1日 - 町村制の施行により、二方郡飯野村・塩山村・中辻村・丹土村・桐岡村・多子村・切畑村の区域をもって発足。
- 1896年（明治29年）4月1日 - 所属郡が美方郡に変更。
- 1954年（昭和29年）10月1日 - 温泉町・八田村と合併し、改めて温泉町が発足。同日照来村廃止。